# Vasilij Nikolaevič Žuravlёv
Vasilij Nikolaevič Žuravlёv (Rjazan', 2 agosto 1904 – Mosca, 15 novembre 1987) è stato un regista cinematografico sovietico.

## Filmografia parziale

### Regista
- Kosmičeskij rejs (1936)
- Gibel' Orla (1940)[1]
- Lesnye brat'ja (1942)
- Pjatnadcatiletnij kapitan (1945)
- Mal'čik s okrainy (1947)
- Morskoj charakter (1970)
- Čelovek v štatskom (1973)